# 아성고속

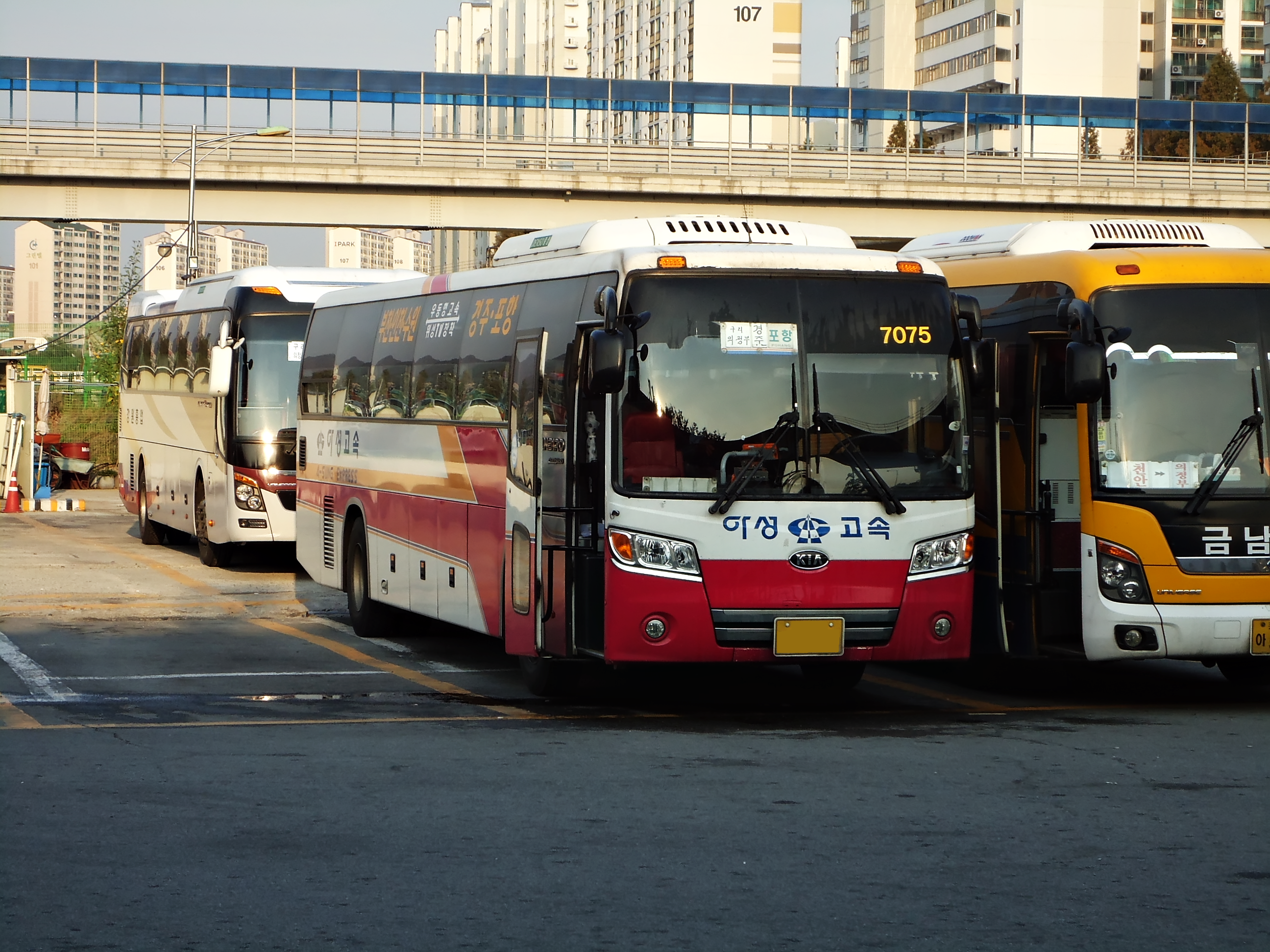
아성고속 뉴 그랜버드 파크웨이 (대차됨)

아성고속(亞星高速) 또는 천마고속(天馬高速)은 경상북도를 연고로 하는 시외버스 회사이다. 또한 경주시티투어버스의 차량이기도 하다. 아성고속과 천마고속은 포항시 면허 시내버스 업체인 코리아와이드포항과 같은 계열 회사였으나 코리아와이드포항이 코리아와이드경북에 인수되면서 계열사 관계를 청산하였다.
시외버스 운행에 중형급 규모를 가지고 있다. 아성고속은 인천광역시, 부산광역시, 경상북도 등을 기점으로 하는 전국 노선을 운행하고 있다.
성남고속에서 양도받은 일반고속 완행노선인 동대구(진량) ~ 부산 노선도 보유하고 있었으나, 이용률 부진으로 2018년 1월에 폐지됐다.

## 운행 노선

### 고속버스
2019년 4월 기준이다. 모든 노선이 시외버스에서 고속버스로 전환된 노선이다.
| 운행 노선   | 공동 운행사 | 운행구간 | 운행구간 | 운행구간 | 경유지 | 운행 대수 | 운행 대수 | 비고                                 |
| 운행 노선   | 공동 운행사 | 운행구간 | 운행구간 | 운행구간 | 경유지 | 일반      | 우등      | 비고                                 |
| ----------- | ----------- | -------- | -------- | -------- | ------ | --------- | --------- | ------------------------------------ |
| 수원 ↔ 울산 |             | 수원     | ↔        | 울산     |        | 2         | 2         | 2016년 2월 25일 일반 각 1대 우등전환 |

### 시외버스
인천 출발 노선
- 인천 → 포항(안산, 수원, 오산, 경주 경유)[2] <태화상운, 금남고속 공동운행>
- 인천 → 울진(안산, 수원, 오산, 경주, 포항, 영덕 경유)
- 인천 → 울산(안산 경유) <경기고속 공동운행>

부천 출발 노선
- 부천 → 포항(안양, 경주 경유) <금남고속 공동운행>
- 부천 → 울산(서수원, 수원, 오산 경유) <경기고속 공동운행>

성남 출발 노선
- 성남 → 포항(경주 경유) <대원고속 공동운행>
- 성남 → 울산 <경기고속 공동운행>

춘천 출발 노선
- 춘천 → 포항(홍천, 횡성, 원주, 경주 경유) <금강고속, 강원고속 공동운행>
- 춘천 → 울산(홍천, 횡성, 원주 경유) <금강고속, 강원고속 공동운행>

강릉 출발 노선
- 강릉 → 울산(동해 경유) <금아여행 공동운행>
- 강릉 → 부산(동해 경유)

동대구 출발 노선
- 동대구 → 강릉(울진, 삼척, 동해 경유) <금아리무진 공동운행>
- 동대구 → 포항(무정차와 경주 경유로 나뉨)
- 동대구 → 청송, 주왕산
- 동대구(진량) → 부산[3](경산, 진량, 건천, 경주, 언양, 양산 경유)
- 동대구 → 양산
- 동대구 → 기지시리 → 당진 → 서산

포항 출발 노선
- 포항 → 안동(도평, 안덕, 도청을 경유해 예천가는 노선, 무정차를 해서 영주까지 가는 노선, 영덕, 진보를 거쳐가는 완행노선 등이 있다.)
- 포항 → 동서울(경주 경유) <새서울고속, 경기대원고속, 공동운행>
- 포항 → 의정부(구리, 경주 경유, 새서울고속, 경기대원고속 공동운행)
- 포항 → 강릉(영덕, 울진, 삼척 경유)
- 포항 → 울산(무정차와 경주 경유로 나뉨)<금아여행 공동운행>
- 포항 → 인천국제공항(경주 경유) <경북고속 공동운행>[4]
- 포항 → 청주(영덕(강구) 경유) <새서울고속 공동운행> (영천 경유에서 강구로 변경)
- 포항 → 부산(무정차와 경주 경유로 나뉨)<금아여행 공동운행>
- 포항 → 서부산(경주 경유) <금아여행, 고려여객과 공동운행>
- 포항 → 전주(경주 경유) <전북고속 공동운행>
- 포항 → 천안(경주, 세종시[5] 경유) <금남고속, 한양고속 공동 운행>
- 포항 → 여수(경주, 순천[6] 경유) <경기대원고속 공동 운행>
- 포항 → 용인 (경주,신갈 경유, 대원고속, 경남여객 공동 운행)
- 포항 → 북대구 (경주 경유)

울산 출발 노선
- 울산 → 인천국제공항 <경남고속, 경북고속 공동운행>[7]
- 울산 → 서수원(오산, 수원 경유) <경기고속 공동운행>
- 울산 → 삼척(경주, 포항, 영덕, 울진 경유)

부산 출발 노선
- 부산 → 안동(임동, 진보, 원전, 신안, 영덕, 포항, 경유)
- 부산 → 울진(직통과 완행으로 나뉨) <금아여행 공동운행>
- 부산 → 주왕산(청송 경유)

## 차량
- 현대자동차
  - 현대 뉴 프리미엄 유니버스 익스프레스 프라임
  - 현대 뉴 프리미엄 유니버스 프라임
- 기아
  - 기아 뉴그랜버드 이노베이션 파크웨이
  - 기아 뉴그랜버드 슈퍼 프리미엄 파크웨이
- 자일대우버스
  - 자일대우 FX 212 슈퍼스타

## 본점 및 지점 현황
- 본점: 대구광역시 동구 장등로 24 (신천동, 대구회관)
- 포항지점: 경상북도 포항시 남구 중흥로 85 (상도동)

## 같이 보기
- 코리아와이드포항